# Крапля в морі
«Крапля в морі» (рос. «Капля в море») — радянський художній фільм, знятий у 1973 році режисером  Яковом Сегелем.

## Сюжет
Перший день в школі першокласника Віті Синицина почався з того, що він засунув голову в чавунець і не зміг її назад витягнути. Потім він познайомився з дівчинкою, і зрозумів, що його доля вирішена. Потім навчився свистіти, причому прямо на уроці. Потім рятував свою бабусю, допомагав влаштувати театр, дізнався про нашу Землю.

## У ролях
- Олександр Масленников —  Вітя Синицин
- Ольга Кісляр —  Алла Кіркевич
- Ольга Байдукіна —  Оля
- Аріна Алейникова —  Юлія Миколаївна, вчителька молодших класів
- Геннадій Яловичі —  пасажир автобуса зі скрипкою  (немає в титрах)
- Валентина Телегіна —  бабуся Валя
- Ліліана Альошникова —  Ліля Синицина, мама Віті
- Володимир Ферапонтов —  Володя Синицин, батько Віті
- Зоя Федорова —  Анна Григорівна, директор школи
- Микола Горлов —  пасажир в автобусі
- Галина Кравченко —  жінка на балконі  (в титрах не вказано)
- Володимир Кулик —  тато Алли  (немає в титрах)
- Інга Будкевич — мама Алли

## Знімальна група
- Автор сценарію:  Яків Сегель
- Режисер:  Яків Сегель
- Оператор: Володимир Архангельський
- Художник:  Олександр Діхтяр
- Композитор:  Володимир Дашкевич